# Зюзіно (район Москви)
Зюзіно — район у Москві (Росія), розташований у Південно-Західному адміністративному окрузі, а також однойменне внутрішньоміське муніципальне утворення.

## Показники району
Площа району — 545,04 га. Площа житлового фонду — 2132,3 тис. м² (2010 рік).

## Історія
На території сучасного району Зюзіно в районі перетину Перекопської та Керченської вулиць раніше розташовувалося село Зюзіно.